# Byrsonima fernandezii
Byrsonima fernandezii är en tvåhjärtbladig växtart som beskrevs av José Cuatrecasas. Byrsonima fernandezii ingår i släktet Byrsonima och familjen Malpighiaceae. Inga underarter finns listade i Catalogue of Life.